# 大拉翅

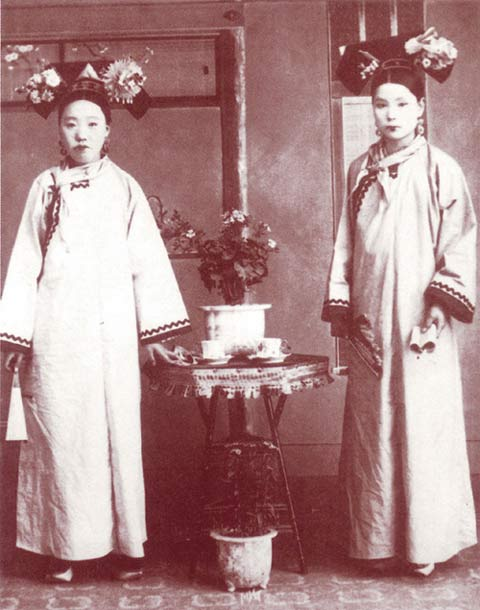
清朝の貴婦人

大拉翅（だいろうし）は、又の名を大京様、大翻車、達拉翅、答喇赤、旗頭、旗頭板等という。清朝の後期に満州族や宮廷の婦女の中で流行った一種の髪飾りである。牌楼のように高くそびえ立つ姿を呈している。
たいていは本物の髪の毛を両把頭に結ったその上に被り、両把頭を更に誇張させる。
よく目にする大拉翅は扇状で、中はがらんどうである。高さは30cmほどで、下部は頭のサイズほどの丸いたが状になっている。針金で骨組みを作り、布を張り合わせて原型を作る。さらに表面を黒色の緞子或いは綿ネルで包む。大拉翅にはシルクの造花や簪等の沢山の装飾を施す。流蘇をぶら下げることもある。大拉翅を被る時は簪を用いて頭の上に固定する。